# Bobby Rondinelli
Bobby Rondinelli (Port Jefferson, 27 luglio 1955) è un batterista statunitense.

## Biografia

### Rainbow e Black Sabbath
Si avvicinò alla musica suonando la chitarra che, ben presto, abbandonerà per la batteria, strumento che iniziò a suonare a 11 anni. Dopo essere stato rifiutato dai Kiss nel 1980 nel quale subentrerà infine Eric Carr, il batterista entrò nello stesso anno nei leggendari Rainbow nel quale rimase fino a metà del 1982, incidendo due album di notevole successo e facendo virare la band verso un sound maggiormente heavy metal.
Nel 1983 decise di fondare una propria band assieme al fratello Teddy (chitarra), al quale diede il nome di "Rondinelli". Poco prima di avviare questo progetto, Rondinelli suonò durante alcune sessioni dell'album Love at First Sting degli Scorpions. Nel 1985 i Rondinelli, con una formazione aggiornata con James Lomenzo e Ray Gillen registrarono del materiale, che però, a causa della mancanza di un produttore disposto ad investire, vide la luce soltanto nel 1996, grazie al finanziamento dello stesso Rondinelli.
Nel 1990 Bobby Rondinelli fece parte dei The Heat, un supergruppo fondato dagli ex membri dei Quiet Riot Kevin DuBrow e Carlos Cavazo, che però si sciolse nel 1992, quando il batterista Frankie Banali decise di riformare i QR. Rimasto senza una band, tra il 1992 e il 1994 Bobby Rondinelli si unì ai Black Sabbath, con cui pubblicò il disco Cross Purposes (1994).

### Blue Oyster Cult, The Sign e Riot V
Nel 1997 entrò a far parte della storica band Blue Öyster Cult, con la quale incise due album e rimase fino al 2001. Dal 2000 il batterista fu membro del supergruppo progressive metal e arena rock The Sign, fondato dal bassista dei Kansas Billy Greer, con cui pubblicò il disco Signs Of Life; nel 2001 abbandonò anche questa band. Dal 2002 al 2003 fece parte dei Riot V, con i quali incise l'album Through the Storm.

### Dal 2003
Il suo gruppo, denominato Rondinelli, venne poi ricostituito nel 2003; nella nuova formazione erano presenti altri due ex Black Sabbath; il cantante Tony Martin, ed il bassista Neil Murray, nonché suo fratello Teddy Rondinelli. Nello stesso anno vide la luce il loro nuovo album, Our Cross - Our Sins. Nel 2013 entrò negli Axel Rudi Pell, band capitanata dall'omonimo chitarrista tedesco, in sostituzione di Mike Terrana, ed esordì discograficamente con l'album Into the Storm, nel 2014.

## Strumentazione
Inoltre, si occupa dell'endorsement di batterie Ludwig e piatti Paiste. Ultimamente, ha prodotto un suo metodo di batteria, specifico per la doppia cassa, intitolato "The Encyclopaedia of Double Bass Drumming", pubblicato con l'ausilio della rivista di batteria statunitense Modern Drummer.

## Discografia
Con gli Axel Rudi Pell
- 2014 - Into the Storm
- 2018 - Knights Call
- 2020 - Sign of the Times

Con i Rainbow
- 1981 – Difficult to Cure
- 1982 – Straight Between the Eyes

Con i Black Sabbath
- 1994 – Cross Purposes

Con i Rondinelli
- 1996 – Wardance
- 2002 – Our Cross - Our Sins

Con i Blue Öyster Cult
- 1998 – Heaven Forbid
- 2001 – Curse of the Hidden Mirror

Con i Sign
- 2001 – Signs of Life

Con i Riot V
- 2003 – Through the Storm